# Robert B. Howell
Robert Beecher Howell, född 21 januari 1864 i Adrian i Michigan, död 11 mars 1933 i Washington, D.C., var en amerikansk republikansk politiker. Han representerade delstaten Nebraska i USA:s senat från 1923 fram till sin död.
Howell utexaminerades 1885 från United States Naval Academy. Han flyttade 1888 till Nebraska av hälsoskäl. Han var ledamot av delstatens senat 1902-1904. Han besegrades av ämbetsinnehavaren John H. Morehead i guvernörsvalet i Nebraska 1914.
Howell besegrade den sittande senatorn Gilbert Hitchcock i senatsvalet 1922. Han vann sedan knappt mot Richard Lee Metcalfe i senatsvalet 1928.
Howell avled 1933 i ämbetet. Han efterträddes som senator av William Henry Thompson.